# Sacerdote (Iglesia católica)

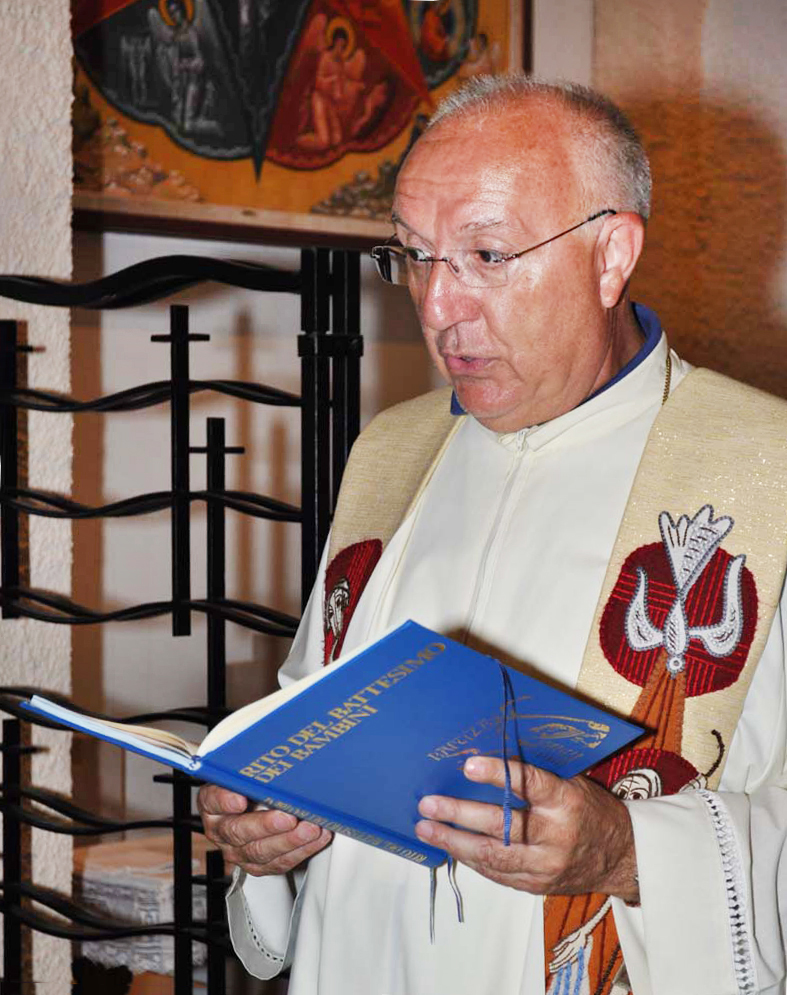
Sacerdote católico (un presbítero) durante la celebración de un bautismo.

El sacerdote es el ministro del culto de la Iglesia católica.

## Generalidades
Sacerdotes son aquellos que han recibido el primero o el segundo grado del sacramento del Orden sacerdotal.  Popularmente se identifica al sacerdote solo con el presbítero (popularmente llamado padre o cura), si bien son sacerdotes también los obispos, pero no los diáconos quienes son el tercer grado del sacramento del orden. De hecho, la expresión es utilizada como sinónimo de presbítero, palabra, esta última considerada preferible en cuanto es más precisa y concreta que sacerdote. La palabra cura sería apropiada usarla solo para aquel presbítero que tiene a su cargo la cura pastoral en una parroquia; es decir al cura párroco y a lo sumo a los vicarios parroquiales.

## Sacerdocio como ministerio
El sacerdocio se convierte en ministerio cuando deriva del Orden sacerdotal.

"el ministerio eclesiástico, de institución divina, es ejercido en diversos órdenes por aquellos que ya desde antiguo vienen llamándose Obispos, presbíteros y diáconos. Los presbíteros, aunque no tienen la cumbre del pontificado y dependen de los Obispos en el ejercicio de su potestad, están, sin embargo, unidos con ellos en el honor del sacerdocio y, en virtud del sacramento del orden, han sido consagrados como verdaderos sacerdotes del Nuevo Testamento, a imagen de Cristo, sumo y eterno Sacerdote, para predicar el Evangelio y apacentar a los fieles y para celebrar el culto divino."
«Constitución dogmática sobre la Iglesia.». Lumen Gentium. 21 de noviembre de 1964. Archivado desde el original el 3 de julio de 2015. Consultado el 4 de junio de 2015.

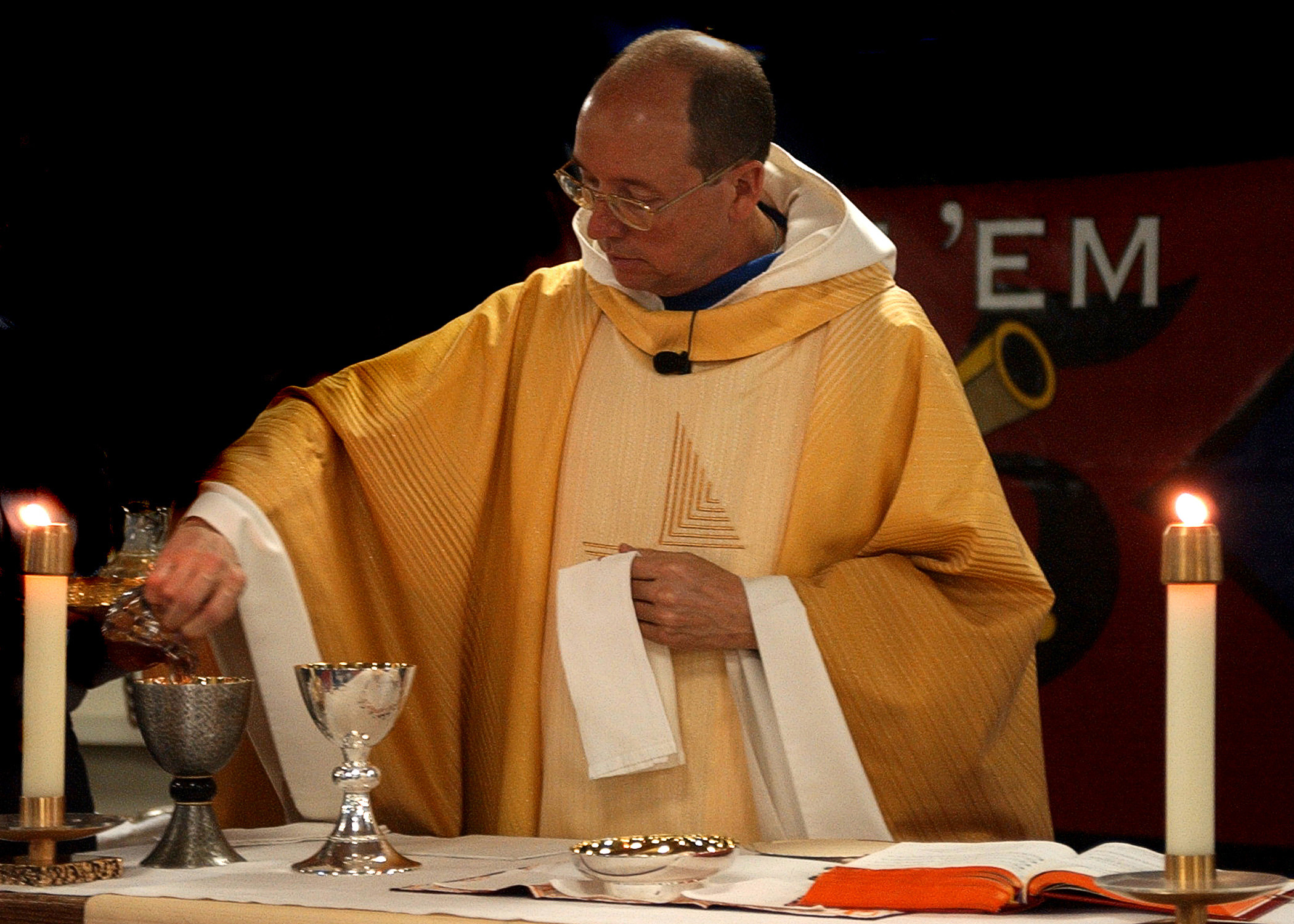
Sacerdote celebrando la eucaristía en 2005

En general el sacerdote se preocupa de su parroquia, celebrando la Santa Misa y administrando los Sacramentos a la comunidad.
Desde el Concilio de Trento, para ser ordenado sacerdote, previamente, hay que cursar estudios en el seminario propio de la diócesis, o en el propio de la Orden religiosa. Generalmente se cursan dos años de Filosofía y tres años de Teología. Además, según las diócesis se suele estar al menos un año más de preparatorio y otro más al terminar los estudios, ya como diácono hasta recibir el segundo grado del orden sacerdotal.

## Administración de sacramentos
El sacerdote es el ministro de algunos sacramentos, es decir, que sólo él puede administrarlos:
- El bautismo (los diáconos son también ministros de este sacramento, y, en caso de urgencia, el bautismo puede ser administrado por un laico[1]).
- La eucaristía.
- La Confirmación, reservada a los obispos o a los especialmente delegados por ellos según el canon 883.
- El sacramento de la Reconciliación.
- El sacramento de la unción de los enfermos.
- El sacramento del orden. Según el Código de Derecho Canónico de 1983 es el obispo consagrado el ministro del sacramento del orden. En la ordenación de un obispo, se pide que haya al menos otros dos obispos consagrantes. Ahora bien, no es lícita la ordenación de un obispo sin el permiso expreso del Papa (llamado «mandato pontificio»).

La iglesia católica considera que el sacerdote actúa In Persona Christi Capitis (en la persona de Cristo Cabeza).
Los sacerdotes adscritos a una diócesis se conocen como clero secular; por otra parte los sacerdotes integrados en una orden religiosa se conocen comúnmente como clero regular.

Sotana de los presbíteros católicos

Hábito coral de los presbíteros católicos

## Funciones y denominaciones
Dependiendo de las funciones propias que realice el sacerdote y del lugar ocupado en la jerarquía católica, pueden recibir distintos nombres que no son incompatibles con el de sacerdote, como por ejemplo papa, cardenal, Arzobispo, Obispo,  párroco, vicario parroquial, arcipreste, canónigo, magistral, capellán, capellán castrense, prelado, vicario, beneficiario, exorcista, etc.

## Celibato sacerdotal
El celibato de los sacerdotes en la Iglesia latina constituye un voto de abstención de relaciones sexuales y matrimonio, adoptado por aquellos que se consagran al servicio religioso. Esta práctica, arraigada en tradiciones eclesiásticas y teológicas, busca la dedicación completa de la vida del sacerdote a sus obligaciones espirituales y pastorales hacia la comunidad. La doctrina sostiene que el celibato permite una mayor libertad en el amor a Dios y al prójimo, sin las ataduras y responsabilidades familiares.Dentro de este contexto, la gestión de la libido y los deseos sexuales se presenta como un problema significativo para los sacerdotes y seminaristas, quienes deben encontrar estrategias para vivir en consonancia con este compromiso. Las prácticas espirituales, como la oración y la meditación, junto con el apoyo de la comunidad religiosa y la dirección espiritual, son necesarios para enfrentar estos desafíos. La sublimación de la energía sexual hacia actividades altruistas y comunitarias se considera una vía para mantener el voto de celibato.
La formación en los seminarios aborda el tema del celibato no solo desde un punto de vista doctrinal, sino también práctico, enfocándose en el desarrollo de habilidades para la gestión emocional y espiritual. Aunque el celibato es un elemento distintivo del sacerdocio católico, la discusión sobre sus desafíos y la forma de vivirlo es un tema de interés tanto dentro como fuera de la Iglesia, considerando las diversas experiencias y perspectivas de los religiosos.
La sexología moderna ofrece una mirada a la represión sexual desde una perspectiva psicológica y fisiológica, sugiriendo que la experiencia del celibato puede variar ampliamente entre individuos. Algunos pueden encontrar en el celibato una forma de satisfacción y realización personal, mientras que otros pueden experimentar conflictos internos o dificultades en su observancia.
El candidato debe abstenerse de tener novia y cualquier tipo de actividad sexual desde el momento que decide entrar en el Seminario para formarse en el sacerdocio. También se aconseja al candidato que sea puro y casto es decir no haber tenido nunca ningún tipo de contacto sexual, pero no es condición indispensable.